# README
Un arxiu README conté informació sobre altres arxius en un directori. És una forma de documentació de programari, usualment en un arxiu de text pla anomenat READ.ME, README.TXT, README.md (per a un arxiu Markdown), README.1ST o README. De vegades, en català pot venir traduït com llegeix-me.txt.
El nom de l'arxiu és generalment escrit en majúscules. En els sistemes Unix-like, generalment els noms s'escriuen en minúscula, i això fa que en un llistat d'arxius surti primer el fitxer README.

## Github
Un arxiu README a GitHub es un fitxer txt que mostra indicació de l'autor a l'hora d'usar el seu projecte.